# Zarley Zalapski
Zarley Zalapski (Edmonton, 22 aprile 1968 – Calgary, 12 dicembre 2017) è stato un hockeista su ghiaccio canadese naturalizzato svizzero.